# Motovunska šuma
Motovunska šuma este o arie protejată (sit de importanță comunitară — SCI) din Croația întinsă pe o suprafață de 1.009,92 ha, integral pe uscat.

## Localizare
Centrul sitului Motovunska šuma este situat la coordonatele 45°21′04″N 13°49′30″E / 45.351°N 13.825°E.

## Înființare
Situl Motovunska šuma a fost declarat sit de importanță comunitară în iulie 2013 pentru a proteja 7 specii de animale.

## Biodiversitate
Situată în ecoregiunea mediteraneană, aria protejată conține 2 habitate naturale: Păduri mixte riverane de Quercus robur, Ulmus laevis și Ulmus minor, Fraxinus excelsior sau Fraxinus angustifolia, de-a lungul marilor râuri (Ulmenion minoris), Păduri de stejar sau de stejar și carpen sub-atlantice și medio-europene de Carpinion betuli.
La baza desemnării sitului se află mai multe specii protejate:
- amfibieni (2): izvoraș-cu-burta-galbenă (Bombina variegata), Rana latastei
- mamifere (1): liliac cu urechi mari (Myotis bechsteinii)
- nevertebrate (3): fluturele de noapte (Eriogaster catax), rădașcă (Lucanus cervus), Vertigo angustior
- reptile (1): țestoasa de baltă (Emys orbicularis)